# Kunos Simulazioni
Kunos Simulazioni, estilizado como KUNOS Simulazioni, es un estudio de desarrollo de software italiano, que se especializa en crear simulaciones de conducción. La compañía tiene su sede en el Circuito ACI Vallelunga cerca de Roma, Italia y se estableció en 2005 con el objetivo de desarrollar software para diferentes necesidades, desde soluciones para equipos de carreras profesionales hasta software para el consumidor.
El último título importante del estudio, Assetto Corsa, se lanzó el 19 de diciembre de 2014 en Microsoft Windows y recibió una aclamación crítica tras su lanzamiento. Se anunció una versión de consola de Assetto Corsa para PlayStation 4 y Xbox One en colaboración con la editorial 505 Games en junio de 2015 y se lanzó en agosto de 2016.
La compañía fue comprada por la empresa matriz de 505, Digital Bros, en 2017.
En febrero de 2018, la compañía anunció Assetto Corsa Competizione, un nuevo título con la licencia oficial de Blancpain GT Series, que se lanzó el 12 de septiembre de 2018 en el programa Steam Early Access. Está programado para su lanzamiento completo el 29 de mayo de 2019.

## Títulos
| Año  | Título                         | Género     | Plataforma                                                                          | Ref          |
| ---- | ------------------------------ | ---------- | ----------------------------------------------------------------------------------- | ------------ |
| 2006 | netKar Pro                     | Sim racing | Microsoft Windows                                                                   | [ 10 ]       |
| 2007 | Marangoni Hill Climb Simulator | Sim racing | Microsoft Windows                                                                   | [ 2 ]        |
| 2009 | Trofeo Abarth 500              | Sim racing | Microsoft Windows                                                                   | [ 2 ]        |
| 2010 | Ferrari Virtual Academy        | Sim racing | Microsoft Windows                                                                   | [ 11 ]       |
| 2014 | Assetto Corsa                  | Sim racing | Microsoft Windows, PlayStation 4, Xbox One                                          | [ 12 ] [ 5 ] |
| 2019 | Assetto Corsa Competizione     | Sim racing | Microsoft Windows, PlayStation 4, PlayStation 5, Xbox One, Xbox Series X y Series S | [ 7 ] [ 8 ]  |
| 2025 | Assetto Corsa Evo              | Sim racing | Microsoft Windows                                                                   |              |